# 迪昂·维特斯
迪昂·维特斯（英語：Dion Waiters，1991年12月4日—）為美国前职业篮球运动员，於大学時期效力于雪城大学，於2012年NBA选秀中以第四顺位被克利夫兰骑士选择。

## 早前生活
维特斯出生在宾夕法尼亚州的费城，他的父母是老迪昂·维特斯和莫尼克·布朗。维特斯是被他的母亲一手抚养大的，当维特斯出生时他的母亲仅仅十七岁。当他出生4小时后，他的祖母就过世了。

## 高中生涯
维特斯的第一年高中是在南费城高中就读的，不过他并没有为南费城高中打球。他在高二赛季转到了南肯特高中，一年后他又转到了生活中心学院，并完成了他的高中学业。在他的高四赛季，维特斯在ESPNU的排名中排在了15位，而在ESPN的排名中他排在了得分后卫位置的第二位。维特斯也在Rivals.com的全美大学招生排行榜中排在了第29位。

## 大学生涯
维特斯在锡拉丘兹大学的首个赛季场均能贡献6.6分1.6个篮板球和1.5次助攻。在NCAA锦标赛第二轮锡拉丘兹败给马奎特大学的比赛中，维特斯10投8中，全场贡献了18分。
在锡拉丘兹的第二个赛季，维特斯场均能贡献12.6分2.5次助攻和2.3个篮板球。他在该赛季入选了大东区最佳阵容第三队，并夺得了该赛区的最佳第六人奖项。此外，他还得到了全美AP荣誉奖，并入选了大东区代表队。

## 职业生涯

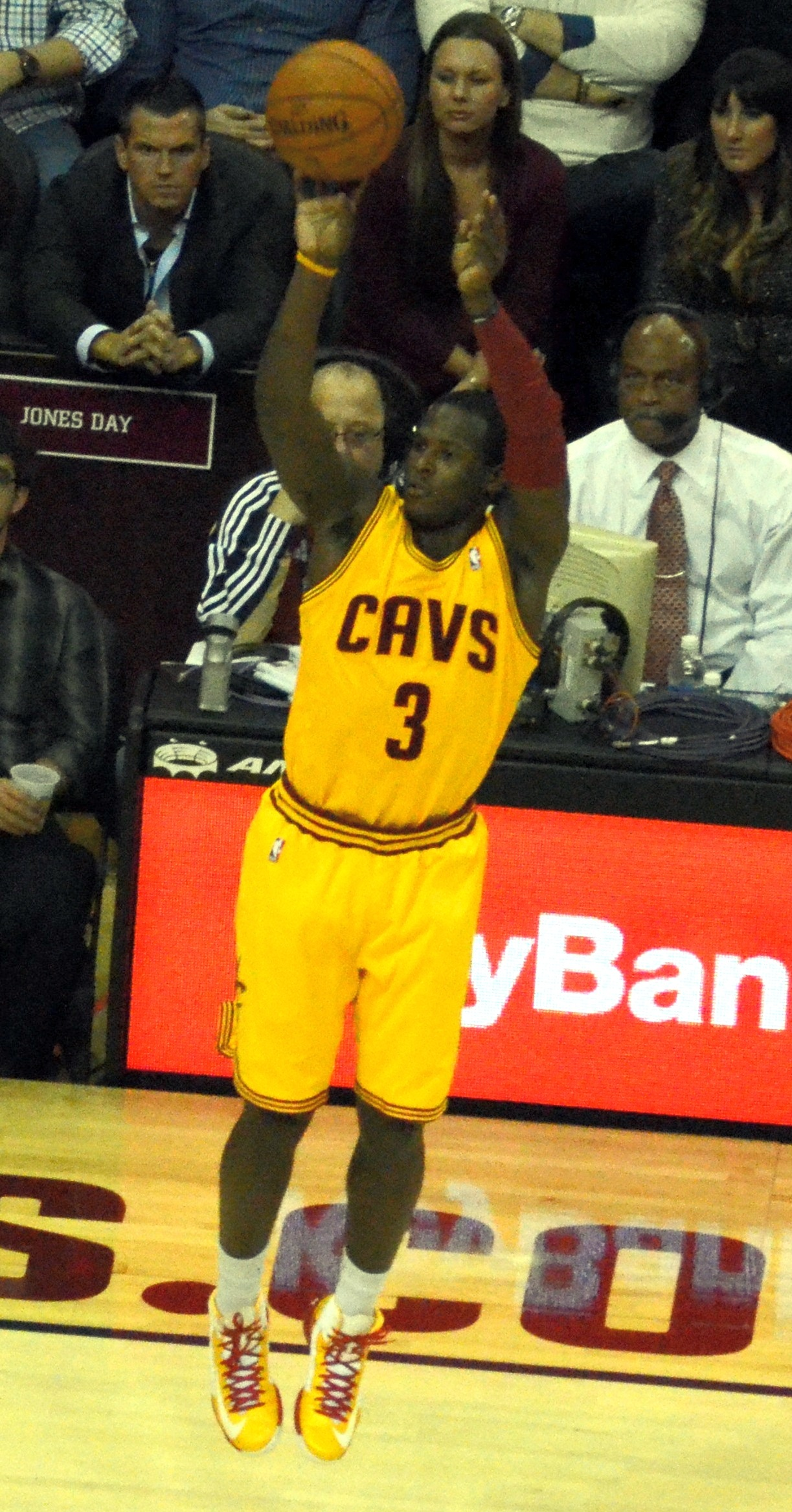
维特斯在2012赛季代表骑士出战

维特斯在大二赛季结束后宣布参加2012年NBA选秀，并在首轮第四顺位被克利夫兰骑士队选中。
2013年1月15日，维特斯在对阵萨克拉门托国王队的比赛中18投12中攻下生涯新高33分，不过骑士队仍然没有获得胜利。同年2月，维特斯与队友凯里·欧文和泰勒·泽勒入选了NBA新秀挑战赛的沙克队，在此之前他场均能贡献14.5分2.4个篮板球外加3.2次助攻:91。在那场比赛中，维特斯攻下了23分。赛季结束后，维特斯在NBA官网评选的最佳新秀中得到21分，排名第四。在这个赛季中，维特斯受困于脚踝扭伤和膝盖软骨磨损，缺阵了20场比赛。
2014年2月14日，维特斯进入了2014年NBA全明星賽的新秀挑战赛。在这场比赛中维特斯攻下31分7次助攻并带领希尔队获胜，但在MVP评选中不敌安德烈·德拉蒙德。3月18日，维特斯在对阵迈阿密热火的比赛中贡献18分外加11次助攻，11次助攻创造了其生涯新高。
2014年11月5日，骑士对阵波特兰开拓者的比赛中，维特斯缺席了播演美国国歌的仪式。赛后在更衣室接受采访时表示，这跟他信奉穆斯林有关。但后来他又矢口否认他说过他的信仰。
2015年1月5日，他被克利夫兰骑士在一笔三方交易中交易至俄克拉荷马城雷霆。在1月8日雷霆不敌萨克拉门托国王的比赛中，维特斯首次为雷霆出战，贡献4分2个篮板球。
16-17賽季成為熱火核心球員
在2017年1月23日對上衛冕軍金州勇士隊的比賽中，得到該季新高的33分；並在終場0.6秒前投下致勝3分絕殺勇士，最終以105比102終止勇士七連勝。
2020年9月28日，熱火擊敗塞爾提克挺進總冠軍賽，由於他在本賽季稍早曾為熱火效力，而他目前又為湖人效力，所以，不論是湖人或熱火奪冠，他都能獲得總冠軍戒指。

## 数据

### 锡拉丘兹大学时期
| 賽季    | 球隊     | GP | GS | MPG  | FG%  | 3P%  | FT%  | RPG | APG | SPG | BPG | PPG  |
| ------- | -------- | -- | -- | ---- | ---- | ---- | ---- | --- | --- | --- | --- | ---- |
| 2010-11 | 雪城大学 | 34 | 0  | 16.3 | .411 | .329 | .813 | 1.6 | 1.5 | 1.1 | .1  | 6.6  |
| 2011-12 | 雪城大学 | 37 | 1  | 24.1 | .476 | .363 | .729 | 2.3 | 2.5 | 1.8 | .3  | 12.6 |

- 来源：[4]

### NBA常规赛
| 賽季    | 球隊           | GP  | GS  | MPG  | FG%  | 3P%  | FT%  | RPG | APG | SPG | BPG | PPG  |
| ------- | -------------- | --- | --- | ---- | ---- | ---- | ---- | --- | --- | --- | --- | ---- |
| 2012–13 | 克利夫兰骑士   | 61  | 48  | 28.8 | .412 | .310 | .746 | 2.4 | 3.0 | 1.0 | .3  | 14.7 |
| 2013–14 | 克利夫兰骑士   | 70  | 24  | 29.6 | .433 | .368 | .685 | 2.8 | 3.0 | .9  | .2  | 15.9 |
| 2014–15 | 克利夫兰骑士   | 33  | 3   | 23.8 | .404 | .256 | .783 | 1.7 | 2.2 | 1.3 | .3  | 10.5 |
| 2014–15 | 奧克拉荷馬雷霆 | 47  | 20  | 30.2 | .392 | .319 | .625 | 2.9 | 1.9 | 1.0 | .2  | 12.7 |
| 2015–16 | 奧克拉荷馬雷霆 | 78  | 15  | 27.6 | .399 | .358 | .713 | 2.6 | 2.0 | 1.0 | .2  | 9.8  |
| 2016–17 | 邁阿密熱火     | 46  | 43  | 30.1 | .424 | .395 | .646 | 3.3 | 4.3 | 0.9 | .4  | 15.8 |
| 2017–18 | 邁阿密熱火     | 30  | 30  | 30.6 | .398 | .306 | .739 | 2.6 | 3.8 | 0.8 | .3  | 14.3 |
| 生涯    |                | 363 | 183 | 28.7 | .412 | .341 | .701 | 2.2 | 2.8 | 1.0 | .3  | 13.3 |

来源：

#### 季後賽
| 賽季 | 球隊           | GP | GS | MPG  | FG%  | 3P%  | FT%  | RPG | APG | SPG | BPG | PPG |
| ---- | -------------- | -- | -- | ---- | ---- | ---- | ---- | --- | --- | --- | --- | --- |
| 2016 | 奧克拉荷馬雷霆 | 18 | 0  | 27.3 | .417 | .375 | .667 | 2.6 | 2.3 | .6  | .2  | 8.4 |
| 生涯 | 生涯           | 18 | 0  | 27.3 | .417 | .375 | .667 | 2.6 | 2.3 | .6  | .2  | 8.4 |